# American University Women's Volleyball
La American University Women's Volleyball è la squadra pallavolo femminile appartenente alla American University, avente sede a Washington (Distretto di Columbia): milita nella Patriot League della NCAA Division I.

## Storia
Il programma di pallavolo femminile della American University viene fondato nel 1976 da Steve Bienstock, sostituito dopo un biennio da Frank Fristensky, che resta in carica fino al 1981, anno in cui il programma viene dismesso. 
Nel 1985 le Eagles riprendono le loro attività con in panchina la Peggy Klapac e Nancy Demme, venendo affiliate alla Colonial Athletic Association della NCAA Division I, ma già un anno dopo si registra un avvicendamento in panchina, con l'arrivo di Kizzie Mailander.
Con l'arrivo in panchina di Barry Goldberg, nel 1989, il programma inizia a ottenere risultati di maggiore rilievo, vincendo due titoli di conference nel 1997 e nel 1998 e qualificandosi per la prima volta alla post-season, in cui esce di scena sempre al primo turno. 
Nel 2001 le Eagles si trasferiscono nella Patriot League, di cui diventano assolute mattatrici, conquistando con regolarità il titolo di conference: partecipando quindi con regolarità al torneo NCAA, eliminate quasi sempre al primo turno, fatta eccezione del 2013, in cui si spingono fino alle Sweet sixteen.

## Record
| Piazzamento          |    | Edizione |
| -------------------- | -- | --- |
| Tornei NCAA          | 18 | Sweet Sixteen: 1 2013                                                                                             |
| Tornei NCAA          | 18 | Secondo turno: 1 2015                                                                                             |
| Tornei NCAA          | 18 | Primo turno: 16 1997, 1998, 2001, 2002, 2003, 2004, 2005, 2006, 2007, 2008, 2010, 2011, 2014, 2016, 2017, 2019    |
| Titoli di conference | 18 | Colonial Athletic Association: 2 1997, 1998                                                                       |
| Titoli di conference | 18 | Patriot League: 16 2001, 2002, 2003, 2004, 2005, 2006, 2007, 2008, 2010, 2011, 2013, 2014, 2015, 2016, 2017, 2019 |

## Conference
- Colonial Athletic Association: 1985-2000
- Patriot League: 2001-

## Allenatori
- Steve Bienstock: 1976-1977
- Frank Fristensky: 1978-1981
- Peggy Klapac/Nancy Demme: 1985
- Kizzie Mailander: 1986-1988
- Barry Goldberg: 1989-